# Serenay Sarıkaya
Serenay Sarıkaya (Ancara, 1 de julho de 1992) é uma atriz e modelo turca escolhida, em 2014, como a Mulher do Ano pela GQ Turquia. Em 2010, ela foi vice-campeã no concurso Miss Turquia. Além disso, recebeu uma série de premiações como Melhor Atriz, incluindo o Golden Butterfly Awards em 2014.

## Vida pessoal
Serenay Sarıkaya nasceu em 1 de julho de 1992 em Ancara filha de Seyhan Umran e Mustafa Sarikaya. Ela morou com sua família em Antalya até os 7 anos de idade, quando seus pais se separaram. Após o novo casamento de seu pai, ela se mudou para Istambul com sua mãe.
Em entrevista, ela relatou sua relação com a ausência paterna: "Para uma menina, o pai é um fator especial em sua evolução. Crescer sem seu pai é uma grande experiência".
Durante sua infância, Sarıkaya queria se tornar uma modelo.
Mais tarde, Sarıkaya disse à mãe que queria ser atriz e a fez se mudar para Istambul. Lá, ela estudou na escola Antalya Saime Salih Konca e não proseguiu para a universidade. Foi uma ávida jogadora de vôlei e praticante de basquete, tênis e dança latina.
Aos 15 anos, Sarıkaya participou do Concurso Europeu de Beleza Junior realizado na República Tcheca e recebeu um prêmio especial do júri.

## Carreira

### 2006–12: Filmes de cinema e séries de TV
Em 2006, ela participou do filme Şaşkın, dirigido por Şahin Alpaslan, no qual interpretou a personagem Itır.
Em 2008, estrelou um filme publicitário para a Turkcell e depois atuou em seu segundo filme, Plajda, produzido por Sinan Çetin e dirigido por Murat Şeker. Nest filme, ela interpretou uma personagem chamada Asli.
Ela foi, então, preparada por Çetin para seu primeiro papel principal em uma série de TV intitulada Peri Masalı, dirigida por Celal Çimen, na qual interpretou a fada madrinha Talya. Suas co-estrelas incluem Ayşen Gruda, Altan Günbay e Şahap Sayılgan. No mesmo ano, ela estrelou a série de TV Limon Ağacı ao lado de Kaan Urgancıoğlu. Este foi novamente produzido por Sinan Çetin e dirigido por Deniz Ergun. Após o décimo episódio, o personagem de Sarıkaya, Peri, foi retirada da série.
Em 2008, Sarıkaya começou a participar da série de TV Adanalı, criada por Tayfun Güneyer e dirigida por Adnan Güler. Ela interpretou o papel da filha greco-turca de Oktay Kaynarca, chamada Sofia, e recebeu aclamação da crítica por misturar dos sotaques gregos e o sotaque da região de Adana.
Em 2010, ela participou do Miss Turquia, representando a capital, Sarıkaya foi a primeira vice-campeã, a eventual vencedora, Gizem Memiç, que representava Gaziantep, ganhou o direito de representar a Turquia no concurso Miss Universo.
Sarıkaya deixou o elenco de Adanalı em sua segunda temporada e começou a atuar em outra série de TV intitulada Lale Devri, produzida por Şükrü Avşar e dirigida por Murat Düzgünoğlu, interpretando a personagem de Yeşim Taşkıran. Nesta série, ela cantou uma música que agradou ao público e recebeu propostas para fazer um álbum. Sarıkaya disse que descobriu seu talento na música com a ajuda de sua amiga e foi treinada para melhorar sua técnica vocal. Em uma entrevista, ela foi convidada a gravar um álbum. Sobre isso ela afirmou: "As ofertas são boas. As taxas não são ruins. Mas eu não vou cantar. Meu trabalho é atuar".
Em 2011, ela estrelou um curta-metragem em 2011 intitulado Hoşçakal. Em 2012, após terminar a segunda temporada de Lale Devri, ela decidiu deixar a série e devido ao seu contrato deixou a série no início da terceira temporada.

### 2013 – presente:Behzat Ç.Ankara Yanıyor,Medcezire outros projetos
Em 2013, Sarıkaya começou a filmar a adptação da série de televisão Behzat Ç. Bir Ankara Polisiyesi. Ela fez a personagem Melisa. No mesmo ano, Sarıkaya, ao lado de Çağatay Ulusoy, atuou na série Medcezir, que se baseia na série original americana The O.C. O enredo foi escrito por Ece Yörenç e a série foi dirigida por Ali Bilgin. A personagem de Sarıkaya, Mira Beylice, foi uma adaptação de uma das personagens da série original, Marissa Cooper.[carece de fontes?]
Em 2014, ela apareceu em um filme publicitário para Elidor ao lado de seu co-estrela Medcezir, Hazar Ergüçlü. Em março do mesmo ano, ela apareceu em outro filme publicitário para a marca Thor, dirigido por um islandês. Mais tarde, ela se tornou o rosto da Mavi Jeans. Para a promoção da coleção primavera-verão desta marca, Sarıkaya filmou comerciais ao lado do modelo brasileiro Francisco Lachowski. Em setembro do mesmo ano, ela apareceu novamente em um filme publicitário para a mesma marca. Para a promoção da coleção primavera-verão de 2015 da Mavi Jeans, Sarıkaya atuou ao lado de Kerem Bürsin.
Em 2017-18, Sarıkaya interpretou o personagem Duru na série Fi, que é baseada em uma série de romances de Azra Kohen. Em 2019, ela fez sua estreia teatral como Alice, no musical Alice Müzikali, uma adaptação de Alice no País das Maravilhas, de Lewis Carroll.

## Filmografia
| Filme     | Filme                    | Filme            | Filme           |
| Ano       | Título                   | Função           | Notas           |
| --------- | ------------------------ | ---------------- | --------------- |
| 2006      | Şaşkın                   | Itır             | Papel de apoio  |
| 2008      | Plajda                   | Aslı             | Papel de apoio  |
| 2010      | Como Treinar seu dragão  | Astrid Hofferson | Dublagem de voz |
| 2011      | Hoşçakal                 | Sarah            | Filme curto     |
| 2013      | Behzat Ç. Ankara Yanıyor | Melisa           | Papel de apoio  |
| 2016      | İkimizin Yerine          | Çiçek            | Papel principal |
| Televisão |                          |                  |                 |
| Ano       | Título                   | Função           | Notas           |
| 2008      | Peri Masalı              | Talya            | Papel principal |
| 2008      | Limon Ağacı              | Peri             | Papel principal |
| 2008–10   | Adanalı                  | Sofia Dikkaya    | Papel de apoio  |
| 2010-12   | Lale Devri               | Yeşim Taşkıran   | Papel principal |
| 2013–15   | Medcezir                 | Mira Beylice     | Papel principal |
| 2017–18   | Fi                       | Duru             | Papel principal |
| 2021-     | Masumlar Apartmanı       |                  | Papel principal |
| 2022      | Şahmeran                 |                  | Papel principal |

## Teatro
| Teatro | Teatro         | Teatro | Teatro          |
| Ano    | Título         | Função | Notas           |
| ------ | -------------- | ------ | --------------- |
| 2019   | Alice Müzikali | Alice  | Papel principal |

## Prêmios
| Ano  | Premiações                                         | Categoria                          | Trabalho        | Result        |
| ---- | -------------------------------------------------- | ---------------------------------- | --------------- | ------------- |
| 2010 | Miss Turkey                                        |                                    |                 | Classificação |
| 2013 | Turkey Elle Style Awards                           | Melhor penteado                    | Medcezir        | Venceu        |
| 2014 | magazinci.com Awards                               | Melhor atriz                       | Medcezir        | Venceu        |
| 2014 | GQ Turkey Men of the Year Awards                   | Mulher do ano                      | Medcezir        | Venceu        |
| 2014 | Istanbul Technical University Awards               | Melhor atriz de TV                 | Medcezir        | Venceu        |
| 2014 | 5th Ayaklı Newspaper TV Stars Awards               | Melhor atriz de serie dramática    | Medcezir        | Venceu        |
| 2014 | Çanakkale 18 Mart University Awards                | Melhor atriz                       | Medcezir        | Venceu        |
| 2014 | Karadeniz Technical University Awards              | Melhor atriz                       | Medcezir        | Venceu        |
| 2014 | 4th İMK Social Media Awards                        | Melhor atriz                       | Medcezir        | Venceu        |
| 2014 | 3rd Crystal Mouse Media Awards                     | Melhor atriz                       | Medcezir        | Venceu        |
| 2014 | 41st Golden Butterfly Awards                       | Melhor atriz                       | Medcezir        | Venceu        |
| 2015 | YTÜ Stars of the Year Awards                       | Atriz de TV mais admirada          | Medcezir        | Venceu        |
| 2015 | 5th Unimpeded Life Foundation Awards               | Atriz de TV do ano                 | Medcezir        | Venceu        |
| 2015 | MGD 21. Gold Lens Awards                           | Melhor Atris de Drama              | Medcezir        | Venceu        |
| 2015 | Turkey Youth Awards                                | Melhor atriz                       | Medcezir        | Venceu        |
| 2015 | Ege University 4th Media Awards                    | Melhor atriz                       | Medcezir        | Venceu        |
| 2015 | Kayahan Media and Arts Awards                      | Atriz do ano                       | Medcezir        | Venceu        |
| 2015 | 6th Quality of Magazine Awards                     | Melhores Atrizes                   | Medcezir        | Venceu        |
| 2015 | 42nd Golden Butterfly Awards                       | Melhor Atriz                       | Medcezir        | Venceu        |
| 2016 | 2nd Elele Avon Woman Awards                        | Atriz do Ano                       | Medcezir        | Indicado      |
| 2016 | 6th Elle Style Awards                              | Atriz mais estilosa do ano         | Medcezir        | Indicado      |
| 2016 | 10th GSUEN Awards                                  | Melhor Atriz TV/Cinema             | Medcezir        | Indicado      |
| 2016 | 7th İMK Social Media Awards                        | Melhor Atriz                       | Medcezir        | Indicado      |
| 2017 | 24th İTÜ EMÖS Achievement Awards                   | Atriz de maior sucesso do Ano      | İkimizin Yerine | Venceu        |
| 2017 | 12th İTÜ Makinistanbul Media, Art and Sport Awards | Atriz de filme do ano              | İkimizin Yerine | Venceu        |
| 2017 | 1st Turkey Children Awards                         | Melhor atriz de TV                 | Medcezir        | Indicado      |
| 2017 | 3rd Turkey Youth Awards                            | Best Television Actress            | Medcezir        | Indicado      |
| 2017 | 3rd Turkey Youth Awards                            | Melhor Atriz de Filme              | İkimizin Yerine | Indicado      |
| 2017 | 4th Mersin Golden Palm Awards                      | Atriz de Filme do Ano              | İkimizin Yerine | Venceu        |
| 2017 | 7th Life Foundation Awards                         | Melhor Atriz do ano                | Fi              | Venceu        |
| 2017 | 6th Fashion TV Mode Awards                         | Atriz de maior sucesso no ano.     | Fi              | Venceu        |
| 2017 | 6th Ayaklı Newspaper Awards                        | Melhor Atriz                       | Fi              | Venceu        |
| 2017 | 44th Golden Butterfly Awards                       | Melhor Atriz                       | Fi              | Indicado      |
| 2017 | 6th Bilkent TV Awards                              | Melhor Atriz de Drama              | Fi              | Indicado      |
| 2018 | 16th YTÜ Stars of the Year Awards                  | Atriz mais adorada da TV e cinema  | Fi              | Venceu        |
| 2018 | 12th GSÜ The Bests Awards                          | Melhor                             | Fi              | Venceu        |
| 2020 | 18th YTÜ Stars of the Year Awards                  | Atriz mais adorada da TV e cinema  | Alice Müzikali  | Venceu        |
| 2020 | 8th Ayaklı Newspaper Awards                        | Melhor Atriz de teatro             | Alice Müzikali  | Venceu        |
| 2023 | Pantene Golden Butterfly Awards                    | Melhor Casal de TV (Aslan & Devin) | Aile            | Venceu        |